# 黃枝記
黃枝記是澳門一家以雲吞麵著名的粥麵店，總店位於澳門十月初五街，近年在澳門及香港開設分店。

## 歷史
創始人黃煥枝，廣東東莞人，於1940年代到廣州向同鄉黃景棠學習竹升打麵技巧。黃煥枝掌握了竹升壓麵的秘訣後，於1946年與夫人黎月雯一起，回到東莞石龍鎮面街創立黃枝記。 1951年遷店至廣州惠福東路、梯雲路。
1959年，再遷到澳門十月初五街51號，以銀絲細麵、蝦子清湯聞名。1995年，黃煥枝以80歲高齡，前後兩次帶領徒弟，向葡萄牙總統表演獨特的竹升打麵技法。

## 資料來源
1. ↑  黃枝記 的存檔，存档日期2017-06-10.
2. ↑  親力親為學父親四處試食觀摩 （页面存档备份，存于） 蘋果日報 2012年08月20日
3. ↑  老牌麵店傳人　咖啡仔學打竹昇麵 蘋果日報 2016年01月10日
4. ↑  步行澳门 享遍美食[] 人民网-港澳频道 2009年07月23日
5. ↑  雲石檯腸粉 黑松露葡國包 老牌麵店華麗變身 蘋果日報 2016年01月05日